# مرکز مطالعات خشونت علیه فلسطین
مرکز مطالعات خشونت علیه فلسطین (عربی: المركز الفلسطيني لدراسات اللاعنف) در ۱۹۸۳ در بیت‌المقدس توسط مبارک عوض تأسیس شد.  مبارک عوض «فلسطینی دارای تابعیت ایالات متحده» قبل از اولین قیام فلسطین، از فلسطین اخراج شد. او به دنبال گسترش روش‌های مقاومت در برابر اشغال اسرائیل با استفاده از روش های غیر خشونت‌آمیز بود؛ تا اینکه ارتش اسرائیل توجیهی برای استفاده از روشه ای قهرآمیز و شلیک کردن نداشته باشد. قبل از اخراج او، یکی از روزنامه‌نگاران به نام عبدالرحمان طهبوب، به همراه او بود که روی پروژه سختی‌هایی که فلسطینی‌ها از آن تا به امروز رنج میرند کار می‌کرده‌ است.